# Torrelavit
Torrelavit è un comune spagnolo di 1 123 abitanti situato nella comunità autonoma della Catalogna.